# Consortium: The Tower
 (octobre 2022).
 (juin 2025).
Motif : Probable vaporware. Le jeu aurait dû sortir en 2019.
- Archive Wikiwix
- Bing
- Cairn
- DuckDuckGo
- E. Universalis
- Gallica
- Google
- G. Books
- G. News
- G. Scholar
- Persée
- Qwant
- (zh) Baidu
- (ru) Yandex
- (wd) trouver des œuvres sur Wikidata

| 1. | Préciser le motif de la pose du bandeau. | Précisez le motif de la pose du bandeau en utilisant la syntaxe suivante : {{admissibilité à vérifier\|date=juillet 2025\|motif=remplacez ce texte par le motif}}                          |
| 2. | Informer les utilisateurs concernés.     | Pensez à avertir le créateur de l'article, par exemple, en insérant le code ci-dessous sur sa page de discussion : {{subst:avertissement admissibilité à vérifier\|Consortium: The Tower}} |

Consortium: The Tower est un jeu vidéo de rôle dans un mode jeu de tir à la première personne. Il s'agit de la suite de Consortium, développé par Interdimensional Games. Il se déroule dans une réalité alternative de 2042.

## Histoire du jeu
La première campagne Kickstarter pour Consortium: The Tower s'est terminée le 19 février 2016, recueillant 182 780 $ dollars canadiens sur un objectif de 450 000 $ dollars canadiens (138 016$ dollars américains sur 339 791$ dollars américains). Interdimensional Games s'est tourné vers Fig pour collecter 300 000$ dollars américains, qui s'est terminé le 11 mai 2016.  Le jeu est sorti sur Steam Early Access le 21 septembre 2017. Le jeu était initialement prévu pour une sortie en 2019.

## Scénario
Consortium: The Tower se déroule immédiatement après les événements du premier opus et poursuit l'initiation tumultueuse de Bishop Six au sein de la force de police mondiale connue sous le nom de Consortium. L'histoire se déroule dans la tour Churchill, une tour fictive située à Londres en 2042, qui aurait été occupée par des terroristes islamiques dont on pensait avoir éliminé la menace au début du siècle. Les conspirations et les tromperies continuent de s'étendre et de se dénouer au fur et à mesure que Six se fraye un chemin dans la tour, traitant avec des trafiquants de drogue Canadiens, des journalistes véreux et la mystérieuse entité connue uniquement sous le nom de The Voice. The Tower élargit le casting en accueillant une foule de nouveaux amis et ennemis et revisite les relations existantes établies dans Consortium.

## Système de jeu
Le jeu offre une grande liberté de mouvement avec un degré important de verticalité, ce qui permet de courir et de sauter, mais aussi de faire des super-sauts, de faire de courtes poussées et même de voler grâce à la combinaison de chute libre. Les joueurs peuvent également choisir la combinaison utilitaire de combat, plus axée sur le combat, dont les mouvements sont plus limités en échange d'une protection accrue. La première aide Bishop Six à éviter les ennemis et les obstacles tandis que la seconde lui permet de les affronter directement en utilisant un assortiment d'armes létales et non létales. Consortium : The Tower permet également aux joueurs de parler aux membres de l'équipe, aux chefs d'équipe et aux principaux PNJ, et même de faire des "bruits de fantômes" pour attirer l'attention ou même désamorcer une situation qui a mal tourné. À l'instar de Doom (2016), le jeu utilise un système de type "ledge-grab system", qui permet au joueur de grimper sur des surfaces si un saut ou un vol n'a pas permis d'atterrir dessus.
La tour Churchill elle-même fait office d'antagoniste, les nanites la remodelant: les étages sont pliés perpendiculairement, la station d'épuration a été déplacée de plus de 100 étages au-dessus du sol et des tourelles se sont érigées pour gêner le joueur. La Tour comporte des secrets, des labyrinthes et des pièges dans des cartes imbriquées qui permettent au joueur de remplir ses objectifs dans l'ordre qu'il souhaite.

## Développement
Le jeu est en développement sur Steam Early Access5 depuis 2017. Bien que les annonces des développeurs se poursuivent, aucune mise à jour majeure n'a été effectuée depuis 2019, année de sortie initialement prévue.